# Meriola virgata
Espèce
Synonymes
- Trachelas virgatus Simon, 1904

Meriola virgata est une espèce d'araignées aranéomorphes de la famille des Trachelidae.

## Distribution
Cette espèce est endémique du Chili. Elle se rencontre dans les régions de Coquimbo de Valparaíso, de Santiago, du Maule et du Bio-Bio.

## Description
Le mâle décrit par Platnick et Ewing en 1995 mesure 4,23 mm et la femelle 5,36 mm.

## Systématique et taxinomie
Cette espèce a été décrite sous le protonyme Trachelas virgatus par Simon en 1904. Elle est placée dans le genre Meriola par Platnick et Ewing en 1995.

## Publication originale
- Simon, 1904 : Étude sur les arachnides du Chili recueillis en 1900, 1901 et 1902, par MM. C. Porter, Dr Delfin, Barcey Wilson et Edwards. Annales de la Société entomologique de Belgique, vol. 48, p. 83-114 (texte intégral).